# Ragnar Jirlow
Ernst Ragnar Jirlow, född 12 augusti 1893 i Ösmo socken, död 4 april 1982 i Västerås, var en svensk etnolog.
Ragnar Jirlow var son till flaggunderofficeren Oscar Martin Jirlow. Han avlade studentexamen i Stockholm 1913 och studerade därefter vid Uppsala universitet där han blev filosofie kandidat 1916, filosofie magister 1918, filosofie licentiat 1924 och filosofie doktor 1926. Jirlow tjänstgjorde 1919–1920 vid Nordiska museets och Riksmuseets etnografiska avdelning. Han var 1920–1922 intendent vid Västerbottens läns hembygdsförening och 1922–1924 universitetslektor i Jena. Jirlow var vikarierande adjunkt i Göteborg 1927–1929 och från 1930 lektor i modersmålet och tyska vid Västerås högre allmänna läroverk. Jirlow behandlade i sin doktorsavhandling, Zur Terminologie der Flachsbereitung in den germanischen Sprachen (1926), allmogens linberedning ur filologisk-etnologisk synpunkt. Bland Jirlows övriga arbeten märks undersökningar av plogens, bärredskapens, skidorna och skörderedskapen historia i form av uppsatser i Rig, Fataburen och andra tidskrifter. I Svensk vardag genom tiderna (1935), gjorde Jirlow en sammanfattning av den materiella kulturens historia för skolbruk.